# 鲍官屯镇
鲍官屯镇，是中华人民共和国河北省沧州市南皮县下辖的一个乡镇级行政单位。

## 行政区划
鲍官屯镇下辖以下地区：
鲍官屯村、孙清屯村、小迟庄村、西康村、东康村、张旗屯村、永兴庄村、小集村、倪官屯村、小张官村、张古风村、大迟庄村和董丁庄村。